# Петров, Дмитрий Дмитриевич
Дмитрий Дмитриевич Петров (9 сентября 1989 — 19 апреля 2023, Бахмут, Украина) — российский активист-анархист, антрополог-этнограф, кандидат исторических наук. С февраля 2022 года — доброволец ВСУ, погиб в бою под Бахмутом. Был соучредителем Боевой организации анархо-коммунистов (БОАК).

## Биография
Сын литератора и публициста, в прошлом также активиста Дмитрия Павловича Петрова. Начиная с подросткового возраста, в 2004 году был активным участником анархистских кругов Москвы. Получил своё прозвище «Эколог» в 2000-х за участие в движении по защите окружающей среды, в том числе акциях против точечной застройки и зоозащитной деятельности. Кроме экологической деятельности, также участвовал в уличных боях с русскими неонацистами, деятельности Межпрофессионального союза трудящихся, социальных протестах (в частности, против выселения жителей общежитий), независимом книгоиздательстве и проведении культурно-просветительских мероприятий.
С 2009 года принимал участие в партизанской борьбе против российского режима, был соучредителем Чёрного блога, коллектив которого организовывал и освещал радикальные акции анархистов, такие как поджоги строительной техники в местах незаконной застройки, полицейских машин и отделений, военкоматов, офисов «Единой России». Сам Дмитрий Петров был причастен к поджогу пункта ДПС и другим акциям прямого действия, за которые не понёс наказания.
Участвовал в протестах на Болотной площади в России (2011—2012), в Революции достоинства в Украине (2013—2014) и в массовых протестах в Беларуси (2020). Для участия в белорусских протестах нелегально перешёл украинско-белорусскую границу, поскольку в Беларуси ему грозила экстрадиция в Россию.
В 2015 году защитил кандидатскую диссертацию на тему «Сакральная география восточных районов Архангельской области». Работал научным сотрудником Центра цивилизационных и региональных исследований Института Африки РАН. Вдохновившись статьёй Дэвида Грэбера о социальной революции в Рожаве, в 2017 году провёл шесть месяцев в Сирийском Курдистане, где изучал язык курманджи, местный опыт самоорганизации и социальных преобразований, а также поддерживал борьбу курдов против Исламского Государства. 
Занимался популяризацией информации о Курдистане и Ближнем Востоке в целом в рамках исследовательского проекта «Hevale: Революция в Курдистане», выступил соавтором и одним из составителей книг «Жизнь без государства: Революция в Курдистане» и «Цветы пустыни: 10 лет революции в Рожаве», а также переводчиком исследования «Курдистан. Реальная демократия в условиях войны и блокады». Его материалы про Курдистан появились также в украинских левых изданиях «Спільне» и «Политическая критика». Кроме того, был
Во время пребывания в Курдистане узнал, что им заинтересовалась ФСБ и на фоне преследований активистов анархистского и антифашистского движения решил не возвращаться в Россию, вместо этого в 2018 году переехал в Киев.
После полномасштабного российского вторжения приобщился к создании «антиавторитарного взвода» в теробороне Киевской области, а также инициативы «Комитет сопротивления» и ряда волонтёрских сетей солидарности. Впоследствии перевёлся в 95-ю бригаду, в составе которой осенью-зимой воевал под Сватовым и Кременной. Весной 2023 года перешёл в другое подразделение, в рядах которого воевал под Бахмутом. Погиб в бою под Бахмутом вместе с ирландским социалистом Финбаром Кафферки и гражданином США, афроамериканским активистом Эндрю «Гаррисом» Купером. В прощальном письме, который он передал БОАК на случай своей смерти на фронте, он написал, что останется членом организации и после своей смерти.
Служил в батальоне украинских националистов «Братство», как утверждал основатель последнего Дмитрий Корчинский; по информации западных СМИ, только проходил там подготовку.
По религиозным взглядам был родновером, принадлежал к движению pagan-antifa.